# Leptodeira rhombifera
Espèce
Synonymes
- Leptodeira annulata rhombifera Günther, 1872
- Sibon septentrionale rubricatum Cope, 1893
- Leptodeira ocellata Günther, 1895

Statut de conservation UICN

 LC  : Préoccupation mineure

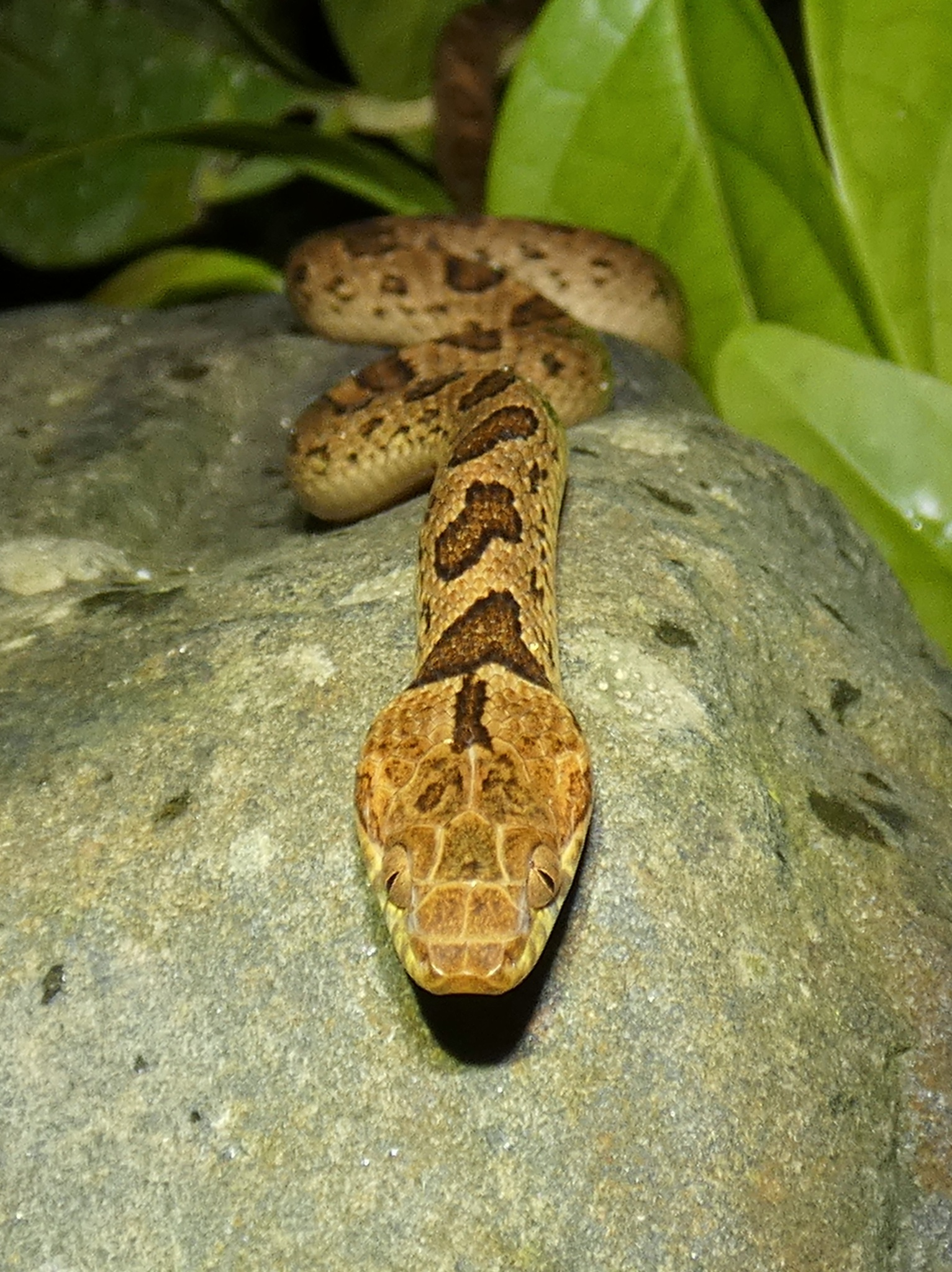
Leptodeira rhombifera

Leptodeira rhombifera  est une espèce de serpents de la famille des Dipsadidae. mama pene

## Répartition
Cette espèce se rencontre au Guatemala, au Salvador, au Honduras, au Nicaragua, au Costa Rica et au Panama.

## Description
C'est un serpent ovipare.

## Publication originale
- Günther, 1872 : Seventh account of new species of snakes in the collection of the British Museum. Annals and Magazine of Natural History, sér. 4, vol. 9, p. 13-37 (texte intégral).